# Willem van der Beecke
Willem van der Beecke (Ieper, 8 februari 1606 - Leuven, 12 december 1683), ook bekend als Becanus, was een Zuid-Nederlands jezuïet en Neolatijns dichter.

## Levensloop
Willem was een zoon van de Ieperse handelaar Jacob van der Beke en van Anna de Visch. Twee van zijn broers, Georges en Josse, werden zoals hij jezuïet.
Na zijn middelbare studies aan het college van Ieper, trad hij in 1624 in het jezuïetennoviciaat in Mechelen. De Vlaamse dichter Adriaan Poirters en de Neolatijnse dichter Louis Lauwenbach waren er zijn mede-novicen. In 1627-1628 volgde hij wijsbegeerte in Leuven. In 1629 werd hij leraar in het jezuïetencollege van Gent en dit tot in 1635. Hij regisseerde er toneelstukken, zoals bijvoorbeeld in mei 1631, gespeeld door de leerlingen van de derde Latijnse, het drama Joannes Calybita.
Vanaf 1636 vatte hij de studies godgeleerdheid aan. In 1637 werd hij priester gewijd en in 1641 legde hij de eeuwige geloften af.
Van 1639 tot 1644 doceerde hij wijsbegeerte in het studiehuis van zijn orde. Na 1644 werd zij opdracht het prediken en het leiden van congregaties van jonge studenten. Hij legde zich op deze activiteiten gedurende vele jaren toe. In het studiehuis van zijn orde doceerde hij tevens de Heilige Schrift en het Hebreeuws.
In 1659 werd hij rector van het Sint-Jozefscollege in Aalst. In 1662 vertrok hij weer naar Leuven, waar hij opnieuw Heilige Schrift onderwees. Vanaf 1665 legde hij zich uitsluitend op het prediken toe, waarbij hij sterk ten strijde trok tegen het jansenisme.
Toen hij stierf na vijftig jaar kloosterleven, liet hij de herinnering na van een voorbeeldige kloosterling. Naast zijn religieuze opdrachten, was hij een geleerde latinist en een waardevol Latijns dichter.

## Publicaties
- Serenissimo Ferdinando Hispaniarum Infanti S. R. E. Cardinali (...) Gandae vota, Antwerpen, Plantin, 1635. (bij de Blijde Intrede in Gent van de kardinaal-infant, landvoogd der Zuidelijke Nederlanden).
- Serenissimi Principis Ferdinandi Austriaci (...) triumphalis introitus in Flandriae metropolim Gandavum, Antwerpen, J. Meursius, 1636 luxeuitgave op 150 exemplaren met illustraties als weergave van het bezoek in Gent van de kardinaal-infant.
- Idyllia et Elegiae, Antwerpen, 1655,  het volledig poëtisch oeuvre van Becanus.
- Laudatio funebris serenissimi Leopoldi Guilielmi Austriae archiducis (...), Regensburg, 1664.
- Constituendae vitae statusque eligendi ratio, Leuven, 1668, raadgevingen aan jongelui voor het kiezen van een beroep.
- De amore divino, onuitgegeven werkje.